# Club Atlético Huracán
Club Atlético Huracán (eller bare Huracán) er en argentinsk fodboldklub fra Buenos Aires-bydelen Parque Patricios. Klubben spiller i landets bedste liga, Primera División de Argentina, og har hjemmebane på stadionet Estadio Tomás Adolfo Ducó. Klubben blev grundlagt den 11. november 1908, og vandt i 1973 sit første, og hidtil eneste argentinske mesterskab, da man vandt den såkaldte Nacional-liga. Derudover er klubben fire gange, i 1975, 1976, 1994 og 2009, sluttet på ligaens andenplads.
Huracáns største rivaler er et andet Buenos Aires-hold, San Lorenzo de Almagro.

## Titler
- Argentinsk mesterskab (1): 1973 (Nacional)

## Kendte spillere
| - Guillermo Stábile (1920-30) - Herminio Masantonio (1931-43), (1945) - Juan Alberto Estrada (1933-37) - Emilio Baldonedo (1935-44) - Norberto Méndez (1941-47), (1956-58) - Atilio Mellone (1944) - Juan Bautista Villalba (1947-48) - Edgardo Madinabeytia (1950-58) - Eduardo Ricagni (1952-53) - Ricardo Infante (1953-56) - Néstor Rossi (1959-61) - Alfredo Obberti (1962-69) - Miguel Angel Loayza (1965), (1967~68) - Miguel Ángel Brindisi (1967-76), (1978-80) - Carlos Babington (1969-74), (1979-82) - Roque Avallay (1970-76), (1980) - Alfio Basile (1971-75) - Omar Larrosa (1972-76) - Jorge Carrascosa (1972-78) - Nelson Chabay (1973-75) | - Alberto Fanesi (1973-77) - René Houseman (1973-80) - Luis Mario Cabrera (1975-76) - Osvaldo Ardiles (1975-77) - Héctor Baley (1976-78) - Rubén Omar Romano (1978-80) - Claudio Morresi (1980-85) - Oscar Ortiz (1981-82) - Claudio García (1981-86), (1996-98) - Enrique Vidallé (1982-83) - Antonio Mohamed (1987-91) - Marcelo Barticciotto (1987-88) - Héctor Cúper (1988-92) - Fernando Quiroz (1988-93) - Hugo Corbalán (1991-98) - Jorge Cruz-Cruz (1992-94) - Hugo Morales (1992-95) - Walter Peletti (1992-96) - Héctor Pineda (1993-95) - César Couceiro (1993-97) | - Antonio Barijho (1993-98), (2007-08) - Gastón Casas (1994-00) - Hugo Guerra (1995-98) - Sixto Peralta (1996-99) - Daniel Montenegro (1997-99), (2002) - Rodolfo Graieb (1997-03) - Luis González (1998-02) - Sebastián Morquio (1999-01) - Derlis Soto (2000-02) - Christian Cellay (2000-07) - Mauro Ramiro Milano (2002-07) - Paolo Goltz (2002-10) - Mariano Juan (2003-06) - Cristian Sánchez Prette (2003-08) - Leandro Grimi (2004-06) - Joaquín Larrivey (2004-07) - Leandro Díaz (2007-09) - Carlos Arano (2008-09) - Javier Pastore (2008-09) - Mario Bolatti (2009) |

## Danske spillere
- Ingen